# Dasygaster epipolia
Dasygaster epipolia là một loài bướm đêm trong họ Noctuidae.